# Hilel, o Ancião
Hilel, o Ancião ou o Babilônico (em hebraico:  הלל; c. 60 a.C. - c. 9) líder proto-rabínico, visto nas fontes rabínicas como sendo o pai fundador da casa de Hilel, viveu durante o reinado de Herodes, o Grande e foi uma figura central dos últimos tempos (período do Segundo Templo).
Nasceu na Babilônia (no que é hoje o Iraque), mudou-se para Jerusalem para estudar e como relatado no Talmud era pobre e ganhava a vida como lenhador, não podia pagar as taxas da academia, por esse motivo decidiu-se pela abolição das taxas da academia para todos os alunos. Estudioso respeitado em seu tempo, a Hilel são atribuídos diversos ensinamentos da Mishná e do Talmud.

## Informações gerais
Doutor da Lei em Jerusalém no tempo do Rei Herodes; fundador da escola chamado depois dele Bet Hilel, e ancestral dos patriarcas que estavam à frente do judaísmo até cerca do quinto século da era comum. Hillel era babilônico de nascimento, de acordo com uma tradição posterior, pertencia ao família de David. Nada definido, no entanto, é conhecido a respeito de sua origem, nem é em qualquer lugar chamado pelo nome de seu pai, que talvez tenha sido Gamaliel. Quando Josefo (Vita, § 38) fala do bisneto de Hilel, Simeão ben Gamaliel I., como pertencente a uma família muito célebre (γένους δφόδρα λαμροῦ), ele provavelmente se refere à glória que a família deve à atividade de Hillel e Gamaliel I. Apenas o irmão de Hillel, Shebna é mencionado; ele era um comerciante, enquanto Hillel se dedicava ao estudo. Em Sifre, Deut. Os períodos da vida de Hillel são feitos paralelos aos da vida de Moisés. Ambos tinham 120 anos de idade; com a idade de quarenta anos, Hillel foi para a Judeia; quarenta anos ele passou em estudo; e o último terço de sua vida ele passou como o chefe espiritual de Israel.
Desse esboço biográfico artificialmente construído, isso pode ser verdade, que Hillel foi a Jerusalém no auge de sua masculinidade e atingiu uma grande idade. Sua atividade de quarenta anos é talvez histórica; e desde que começou, de acordo com uma tradição confiável, cem anos antes da destruição de Jerusalém, deve ter coberto o período de 30 a.C.-10 d.C.

## Sua posição
De acordo com uma antiga tradição tannaitica fundada sobre as próprias palavras de Hillel, Hillel foi a Jerusalém com a intenção de aperfeiçoar-se na ciência da exposição bíblica e da tradição. Semaías e Abṭalion, os grandes expositores da Escritura, tornaram-se seus professores. As dificuldades que Hillel teve que superar para ser admitido em sua escola, e as dificuldades que ele sofreu enquanto perseguia seu objetivo, são contadas em uma passagem tocante, cujo propósito final é mostrar que a pobreza não pode ser considerado como um obstáculo ao estudo da Lei. Algum tempo após a morte de Semaías e Abtálion, Hillel conseguiu resolver uma questão sobre o ritual do sacrifício de uma maneira que mostrou de imediato sua superioridade sobre os Bene Bathyra, que naquela época eram os chefes da academia. Nessa ocasião, é narrado, eles renunciaram voluntariamente a sua posição em favor de Hillel. Segundo a tradição, Hillel tornou-se então chefe do Sinédrio com o título de Nasi (príncipe); mas isso dificilmente é histórico. Tudo o que pode ser dito é que após a renúncia do Bene Bathyra Hillel foi reconhecido como a mais alta autoridade entre os fariseus e os escribas de Jerusalém. Ele era o chefe da grande escola, inicialmente associada a Menaém, um erudito mencionado em nenhuma outra conexão, depois com Shammai, o irmão de Hillel no estudo da Lei.
O único título de Hillel era Ha-Zaḳen (o mais velho), um título dado não para distingui-lo de outro de mesmo nome, como alguns afirmam, mas para expressar sua posição entre os principais escribas ou para indicar sua participação no Sanhedrin. Qualquer que seja a posição de Hillel, sua autoridade foi suficiente para introduzir os decretos que foram proferidos em seu nome. O mais famoso de seus atos foi o Prosbul (προσβολή), uma instituição que, apesar da lei relativa ao ano do jubileu, Assegurou o reembolso de empréstimos. O motivo para essa instituição era a melhoria do mundo (tiḳḳun ha-'olam), isto é, da ordem social, porque protegia tanto o credor contra a perda de sua propriedade, e os necessitados contra recusar o empréstimo de dinheiro por medo de perda.
Uma tendência semelhante é encontrada em outra das instituições de Hillel, tendo referência à venda de casas. Essas duas são as únicas instituições herdadas em nome de Hillel, embora as palavras que introduzem os prosbul, mostram que houve outras. A atividade judicial de Hillel pode ser deduzida da decisão pela qual ele confirmou a legitimidade de alguns alexandrinos cuja origem foi contestada, interpretando o documento de casamento (ketubbah) de sua mãe em seu favor. De outros atos oficiais, nenhuma menção é encontrada nas fontes. Na memória da poesia, Hillel vivia, por um lado, como o erudito que tornava todo o conteúdo da sua lei tradicional, que, em oposição ao seu colega Shammai, geralmente defendia interpretações mais brandas da lei. Alaká, e cujos discípulos como casa, isto é, a escola de Hillel, se opunham aos discípulos de Shammai (a escola de Shammai).
Por outro lado, ele era conhecido como o santo e o sábio que, em sua vida privada e em seus negócios com os homens, praticava as altas virtudes da moralidade e da resignação, da mesma forma que os ensinava em suas máximas com simplicidade e sinceridade insuperáveis. As tradições concernentes à vida de Hillel se harmonizam completamente com os ditos que são transmitidos em seu nome e trazem em si mesmos a prova de sua genuinidade. Não admira que o Talmud babilônico seja mais rico em tradições concernentes a Hillel do que ao palestino, já que os babilônios tiveram o cuidado especial de preservar a lembrança de seu grande compatriota; e nas escolas babilônicas do terceiro século foi orgulhosamente citado o dito do palestino Simeon ben Laḳish—em geral, nenhum amigo dos babilônios—em que ele colocou a atividade de Hillel em um nível com o de Ezra, que também subiu da Babilônia para Jerusalém.
Os ditos de Hillel são preservados em parte em hebraico, a língua da escola, em parte em aramaico, a língua do povo, ou, como é dito em Ab. R. N. xii., Na língua da casa de Hillel (a língua babilônica).

## A regra de ouro
O ditado de Hillel, que introduz a coleção de suas máximas no tratado Mixnaico, Avot menciona Aaron como o grande modelo a ser imitado em seu amor à paz, em seu amor ao homem e em sua humanidade para o conhecimento da Lei. Ao mencionar essas características, que a Agadá já atribuiu ao irmão de Moisés, Hillel menciona suas próprias virtudes mais proeminentes. O amor do homem foi considerado por Hillel como o núcleo de todo o ensino judaico.
Quando um pagão que queria se tornar um judeu pediu-lhe um resumo da religião judaica nos termos mais concisos, Hillel disse: 
O que é odioso para ti, não faça a teu próximo: esta é toda a Lei; o resto é mero comentário (Shab. 31a).
Com estas palavras, Hillel reconheceu como princípio fundamental da lei moral judaica o preceito bíblico de amor fraterno. Quase a mesma coisa foi ensinada por Paulo, um aluno de Gamaliel, o neto de Hillel; e mais amplamente, por Jesus, quando ele declarou que o amor ao próximo era o segundo grande mandamento além do amor de Deus, o primeiro. Pode-se supor sem argumento que a resposta de Hillel ao prosélito, que existe em uma narrativa no Talmude Babilônico, era geralmente conhecido na Judeia, e que não foi sem o seu efeito sobre o fundador do cristianismo.
Observou-se que Hillel não declarou, como Jesus, que o amor de Deus era o principal mandamento do ensino judaico; mas não se deve esquecer que Jesus deu sua resposta a um escriba, enquanto Hillel respondeu à pergunta de um prospecto prosélito, a quem era necessário antes de tudo mostrar como os ensinamentos do judaísmo devem ser praticados por aquele que deseja aceitá-los. Que o amor de Deus tenha também uma posição central na concepção de religião de Hillel, não precisa ser provado; essa posição há muito lhe fora atribuída no judaísmo—uma vez que a passagem da Escritura na qual esse preceito é imediatamente associado à confissão da unidade de Deus (Deut. vi. 4 e segs.) havia sido feita a parte principal da oração diária. Além disso, os escribas farisaicos que aprovaram a resposta de Jesus evidentemente pertenciam à escola de Hillel. Hillel parece ter ligado o preceito do amor fraternal com o ensino bíblico da semelhança do homem com Deus, e por isso ele chama o amor do homem de amor pelas criaturas (oheb et ha-beriyyot); e é digno de nota que o termo criaturas para os homens já era a propriedade comum da língua.
Da doutrina da semelhança do homem a Deus, Hillel deduziu engenhosamente o dever do homem de cuidar de seu próprio corpo. Em uma conversa com seus discípulos Ele disse: 
Como num teatro e circo as estátuas do rei devem ser mantidas limpas por aquele a quem foram confiadas, de modo que o banho do corpo é um dever do homem, que foi criado à imagem do todo-poderoso Rei do mundo.
Em outra conversa, Hillel chama sua alma de convidado na terra, para o qual ele deve cumprir os deveres de caridade (ib.). O dever do homem para consigo mesmo Hillel enfatizou também na primeira sentença do seu ditado:
Se eu não sou para mim mesmo, quem é para mim? E se eu sou só para mim, o que sou? Se não agora, quando? 
A segunda parte desta frase expressa a mesma ideia de outro dos ensinamentos de Hilel:
Não separe a si mesmo da congregação.
A terceira parte contém a admoestação para nenhum dever adiar—a mesma admoestação que ele deu com referência ao estudo:
Não diga: 'quando tiver tempo eu estudarei;' pois talvez você nunca tenha lazer.
O preceito de que não se deve separar da comunidade, Hillel parafraseia, com referência a Eccl. iii. 4, no seguinte ditado:
Não pare nem nu nem vestido, nem sentado nem em pé, nem rindo nem chorando.
O homem não deve parecer diferente dos outros em seu comportamento exterior; ele deve sempre considerar-se como uma parte do todo, mostrando assim o amor do homem que Hillel ensinou.
O sentimento de amor pelo próximo mostra-se também na sua exortação: 
Não julgue o teu próximo até que estejas no seu lugar. 
Na seguinte máxima expressa-se também sua consciência de sua própria insuficiência: 
Não confie em ti mesmo até o dia da tua morte.
Até que ponto o seu amor pelo homem pode ser visto a partir de um exemplo que mostra que a benevolência deve atuar em relação às necessidades daquele que deve ser ajudado. Assim, um homem de boa família que se tornara pobre, Hillel, fornecia um cavalo de montaria, a fim de não ser privado de seu habitual exercício físico e de um escravo, a fim de poder ser servido.
Que o mesmo espírito de bondade prevaleceu na casa de Hillel é mostrado por uma bela história. A esposa de Hillel um dia deu toda uma refeição, preparada em homenagem a um hóspede, a um homem pobre e imediatamente preparou outra. Quando ela se desculpou pelo atraso e explicou sua causa, Hillel elogiou-a por sua ação. Quão firmemente Hillel foi persuadido de que a paz estava governando em sua casa, a seguinte tradição ensina: Quando um dia ele chegou perto de sua casa e ouviu um barulho, ele expressou, nas palavras de Sl. cxii. 7 (Ele não deve ter medo de más notícias), sua confiança de que o ruído não poderia estar em sua casa. Sua confiança em Deus era tal que, enquanto Shammai providenciava o sábado já no primeiro dia da semana, Hillel se referiu ao Sl. lxviii. 19: 
Bendito seja o Senhor, que diariamente nos carrega benefícios.

## Amor pela paz
A exortação de amar a paz emanava dos traços mais característicos de Hillel—daquela mansidão e brandura que se haviam tornado proverbiais, como se vê no ditado: 
Seja sempre humilde e paciente como Hillel, e não apaixonado como Shammai.
A gentileza e a paciência de Hillel são ilustradas de maneira bela em uma anedota que relata como dois homens apostaram na questão de saber se Hillel poderia ficar com raiva. Embora eles o questionassem e fizessem insultuosas alusões à sua origem babilônica, eles não tiveram sucesso em sua tentativa (ib.). Nas anedotas sobre prosélitos em que Hillel e Shammai se opõem, a suavidade e a mansidão de Hillel aparecem sob a luz mais favorável. De maneira paradoxal, Hillel louvou a humildade nas seguintes palavras:
Minha humildade é minha exaltação; minha exaltação é minha humildade.

## O estudo da lei
As muitas anedotas, sem dúvida baseadas em boa tradição, segundo as quais Hillel fez prosélitos, correspondem à terceira parte de sua máxima:
Traga homens para a lei.
Uma fonte posterior dá a seguinte explicação da sentença: Hillel ficou no portão de Jerusalém um dia e viu as pessoas a caminho do trabalho.
Quanto, ele perguntou, você vai ganhar hoje? Um deles disse: Um denário; o segundo: Dois denários. O que você vai fazer com o dinheiro? ele perguntou. Nós proveremos as necessidades da vida. Então disse ele para eles: Você não preferiria vir e fazer da Torá sua posse, para que possua tanto este como o mundo futuro?
Esta narrativa tem os mesmos pontos que o grupo epigramático dos ditos de Hillel começando:
Quanto mais carne, mais vermes, e fechando com as palavras: Quem adquiriu as palavras da Lei adquiriu a vida do mundo por vir.
Em aramaico o dizer de Hillel soa como uma advertência contra a negligência do estudo ou seu abuso para fins egoístas:
Quem quer que faça um nome [glória] perde o nome; quem aumenta não [seu conhecimento] diminui; quem não aprende [em Ab. RN xii .: quem não serve aos sábios e aprende] é digno de morte; quem faz uso da coroa perece.
Outro grupo lê (Ab. Ii. 5):
O ignorante não tem aversão ao pecado; o ignorante não é piedoso; o tímido não pode aprender, nem o ensinamento apaixonado; aquele que está ocupado com o comércio não pode tornar-se sábio. Em um lugar onde não há homens, estude para se mostrar. um homem.
Nesta última frase, Hillel pode ter recordado como ele, superando sua modéstia, avançou bravamente em Jerusalém após a morte de Xemaiá e Abṭalion e deu um novo impulso ao aprendizado, depois ameaçou com a decadência. Para sua própria atividade, sem dúvida, refere-se a palavra preservada em aramaico (Yer. Ber. 143) e hebraico (Tosef., Ber. Vii. Ber. 63a):
Onde alguns se reúnem, espalham; onde se espalham, se reúnem! [isto é,] Aprenda onde há professores, ensine onde há aprendizes.

## Enunciados místicos
A forma epigramática e antitética dos ditos de Hillel, bem como a profundidade quase mística de sua consciência de Deus, podem ser vistas nas palavras ditas por ele no festival da extração da água, quando, cheios de um sentimento da presença de Deus, ele disse:
Se eu estou aqui—assim diz Deus—cada um está aqui; se eu não estou aqui, ninguém está aqui.
De maneira semelhante, com referência ao Ex. xx. 24, e aplicando um provérbio, Hillel faz Deus falar a Israel:
Para o lugar em que me deleito os meus pés me trazem. Se vieres a minha casa, eu vim a tua; se não vens a minha, não venho a tua.
Em uma forma epigramática, Hillel expressa a ordem moral do mundo, segundo a qual todo pecado é punido. Vendo um crânio flutuando na água, ele disse (em aramaico):
Porque afogaste-te, afogaste-te; e no fim, os que se afogaram serão afogados.
Hillel talvez estivesse pensando aqui nos erros de Herodes e na retribuição da qual ele não podia escapar. Não há indicações da relação de Hillel com os governantes de seu tempo; mas seu amor pela paz e sua devoção ao estudo como a parte mais importante de sua vida, sem dúvida mostrou o caminho que seu discípulo Yohanan ben Zakkai, sob o jugo dos romanos e em meio à contenda de partidos que provocaram a catástrofe de Jerusalém, perseguido pela salvação do judaísmo.
Uma tradição panegírica sobre os discípulos de Hillel, que glorifica o mestre nos discípulos, relata que dos oitenta discípulos a quem Hillel tinha (provavelmente durante o último período de sua atividade), trinta eram dignos de que a glória de Deus (o espírito de profecia) deve repousar sobre eles como sobre Moisés; trinta, para que o sol parasse como Josué. É possível que esta figura, que pode ter tido uma base histórica, fosse uma referência ao fato de que entre os discípulos de Hillel estavam aqueles que, como Josué, estavam prontos para lutar contra o inimigo de Israel e eram dignos de vitória; talvez, também, que para eles pertenciam aqueles distintos e amados mestres que Josefo menciona, Judá ben Sarifai e Matitias ben Margalot, que pouco antes da morte de Herodes lideraram uma revolta contra a fixação romana. Águia no portão do templo. Esta tradição concernente aos discípulos de Hillel menciona, além disso, dois pelo nome: Jonathan ben Uzziel e Johanan ben Zakkai.

## Sua influência
Na história da tradição, os discípulos de Hillel geralmente são chamados de a casa de Hillel, em oposição aos discípulos de Shammai, a casa de Shammai. Suas controvérsias, que sem dúvida incluíam também as de seus senhores, diziam respeito a todos os ramos da tradição—Midrax, Alacá e Aggadá. Apenas algumas decisões, pertencentes a esses três ramos, foram proferidas sob o nome de Hillel; mas não pode haver dúvida de que grande parte da literatura tradicional anônima mais antiga se deve diretamente a ele ou aos ensinamentos de seus mestres.

A fixação das normas do Midrax e da exposição das Escrituras Alákicas foi primeiramente feita por Hillel, nas sete regras de Hilel, que, como é dito em uma fonte, ele aplicou no dia em que ele venceu os Bene Bathyra. Nestas sete regras repousam os treze do rabino Ismael; eles estavam marcando época em desenvolvimento sistemático da antiga exposição das Escrituras. A importância de Hillel como a personificação dos ensinamentos religiosos e morais do judaísmo e como o restaurador da exegese das Escrituras judaicas é expressa de uma maneira muito significativa nas palavras de lamentação proferidas em sua morte:

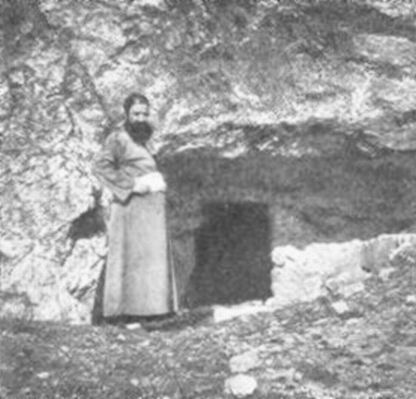
Entrada da tumba de Hilel, o Ancião

Wo para o manso! Wo para o piedoso! Wo para o discípulo de Ezra!
Um dia, enquanto ele e os sábios estavam reunidos em Jericó, diz-se que uma voz celestial exclamou:
Entre os presentes aqui está um homem sobre quem o Espírito Santo descansaria, se seu tempo fosse digno disso.
Todos os olhos estavam fixos em Hillel. Nenhum milagre está conectado com a memória de Hillel. Ele viveu, sem a glória da lenda, na memória da posteridade como o grande mestre que ensinou e praticou as virtudes da filantropia, o temor de Deus e a humildade.